# Cesare Arzelà
Cesare Arzelà (Santo Stefano di Magra, 6 de março 1847 — Santo Stefano di Magra, 15 de março de 1912) foi um matemático italiano.
A partir de 1871 iniciou seus estudos na Escola Normal Superior de Pisa, supervisionado por Enrico Betti e Ulisse Dini. Após trabalhar em Florença, a partir de 1875, e Palermo, a partir de 1878, foi professor na Universidade de Bolonha, na cadeira de análise matemática. Em 1889 generalizou o teorema de Ascoli, atualmente denominado teorema de Arzelà-Ascoli.

## Publicações
- Arzelà, Cesare (7 de maio de 1905), «Sulle funzioni di due variabili a variazione limitata», Rendiconto delle sessioni della Reale Accademia delle scienze dell'Istituto di Bologna, Nuova serie, IX (4): 100–107, JFM 36.0491.02, cópia arquivada em 7 de agosto de 2007.